# علاج نفسي
العلاج النفسي أو المعالجة النفسية أو العلاج بالتحليل النفسي هو استخدام الأساليب النفسية في شكل تفاعل شخصي منتظم، بهدف المساعدة على التغيير، والتغلب على المشكلات بطريقة مرجوة، كما يهدف العلاج النفسي إلى تحسين الفرد من حيث الرفاه والصحة النفسية، وكذلك يهدف إلى حل أو تخفيف السلوكيات والمعتقدات والدوافع والأفكار والعواطف المزعجة، وتحسين العلاقات والمهارات الاجتماعية. وتُعتبر بعض العلاجات النفسية مسندة بدليل لعلاج بعض الاضطرابات النفسية.
هناك أكثر من ألف نوع مختلف من العلاجات النفسية، بين البعض منها اختلافات بسيطة، بينما يختلف البعض الآخر اختلافا جذريا، نتيجة استخدام مفاهيم أو تقنيات مختلفة من علم النفس.
معظم العلاجات النفسية تتضمن جلسات شخصية (شخص لشخص) بين العميل (أو المريض) والمعالِج، ولكن في أحيان أخرى يتم العلاج في شكل جماعي كما في العلاج الأسري، وقد يكون المعالج النفسي محترفا في مجال الصحة العقلية، مثل الطبيب النفسي أو الأخصائي النفسي، أو ربما يكون لديه خلفيات أخرى تُمكنه من العلاج، وقد يتم الترخيص له لمزاولة هذا العمل من الناحية القانونية.

## التعريفات
اشتق مصطلح العلاج النفسي من اليونانية القديمة (psyche ψυχή) بمعنى نفس أو روح، و (therapeia θεραπεία) بمعنى الشفاء أو العلاج الطبي. ويُعرّفه قاموس أكسفورد الإنجليزي بأنه «علاج اضطرابات العقل أو الشخصية بطرق نفسية...».
اعتمدت جمعية علم النفس الأمريكية قرارا بشأن فعالية العلاج النفسي في عام 2012 بناء على تعريفٍ وضعه جون سي نوركروس (John C. Norcross) بأن «العلاج النفسي هو التطبيق الواعي والمُتَعمّد للطرق السريرية والمواقف الشخصية المستمدة من المبادئ النفسية، التي أُنشئت بغرض مساعدة الأشخاص علي تعديل السلوكيات، والإدراك، والعواطف، وغيرها من الخصائص الشخصية الأخرى التي يرغبون فيها».
عرّف الطبيب النفسي جيروم فرانك (Jerome Frank) في أعماله عن العلاج النفسي بأنه علاقة شفاء تَستخدم أساليب مسموحا بها اجتماعيا في سلسلة من التواصل، تشمل في المقام الأول الكلمات والأعمال والطقوس كشكل من أشكال الإقناع والبلاغة.
تتداخل بعض تعاريف الاستشارة مع العلاج النفسي (خاصة المناهج التي تركز على العميل)، وقد يشير مصطلح الاستشارة إلى الإرشاد النفسي لحل المشاكل اليومية في مجالات محددة، وعادة لفترات قصيرة، مع تركيز أقل على الناحية الطبية، في حين يشير العلاج الجسدي إلى استخدام الطرق المادية كعلاج، ويشير العلاج الاجتماعي إلى استخدام البيئة الاجتماعية للشخص لإحداث تغيير علاجي.
العلاج النفسي بدوره قد يقود إلى الروحانية كجزء من الحياة العقلية، كما أن بعض العلاجات النفسية تمت صياغتها من الفلسفات الروحية، إلا أن الممارسات القائمة على العلاج الروحي كبُعد منفصل ومستقل لا تُعتبر بالضرورة علاجا نفسيا.
تاريخيا، يُقصد بالعلاج النفسي في بعض الأحيان الطرق أو الوسائل التفسيرية (الفرويدية)، في مقابل الطرق الأخرى لعلاج الاضطرابات النفسية مثل تعديل السلوك.
غالبا ما يُطلق على العلاج النفسي اسم «علاج الحديث» أو «العلاج الحواري»، لا سيما بالنسبة للرأي العام، على الرغم من أنه ليست كل أشكال العلاج النفسي تعتمد على التواصل الكلامي، وبالتالي فإن الأطفال أو البالغين الذين لا يشاركون في التواصل اللفظي (كالشخص الأصم) لا يستثنون من العلاج النفسي. وهناك بالفعل بعض أنواع العلاج النفسي صُممت خصيصا لمثل هذه الحالات.

## التنظيم
قد يكون المعالج النفسي محترفا في مجال الصحة النفسية، أو محترفا من خلفيات علمية أخرى، تَمَّ تدريبُه علي نوع معين من العلاج النفسي، وبالنظر إلى الطبيب النفسي فإنه يتم أولا تدريبه لأول مرة كطبيب بشري يمكنه وصف الأدوية، ثم يحصل على تدريبات نفسية متخصصة بعد إنهاء الدراسة بكلية الطب.
أما عالم النفس السريري فلديه درجة الدكتوراه المتخصصة في علم النفس، بجانب مكونات سريرية وبحثية، في حين أن الأخصائي الاجتماعي يمكن أن يكون قد حصل علي تدريب متخصص وخبرة عملية في مجال العلاج النفسي.
تُعتبر العديد من التشكيلات الواسعة من برامج التدريب والإطارات المؤسسية متعددة المهنية (أي تحتوي علي مُتخصصين في أكثر من مجال)، وفي معظم دول العالم يتطلب التخصص في مجال العلاج النفسي برامج تعليم مستمرة، بعد الحصول علي الدرجة العلمية الأساسية.
في كثير من الأحيان تُناقش المواضيع الشخصية الحساسة والعميقة أثناء العلاج النفسي، ويُفترض في المعالج أن يحترم العميل (المريض) وخصوصيته وسرية العلاج، وهو أمر يُوجبه القانون أيضا، كما أن الظروف الاستثنائية لخرق هذه السرية من أجل حماية المريض أو غيره منصوص عليها ضمن القوانين الأخلاقية لممارسة المهنة.

## التاريخ
يمكن القول بأن العلاج النفسي قد تمت ممارسته على مر العصور، وقد استخدم المسعفون والفلاسفة والممارسون الروحيون وعموم الناس الأساليب النفسية لتخفيف المعاناة عن الآخرين.

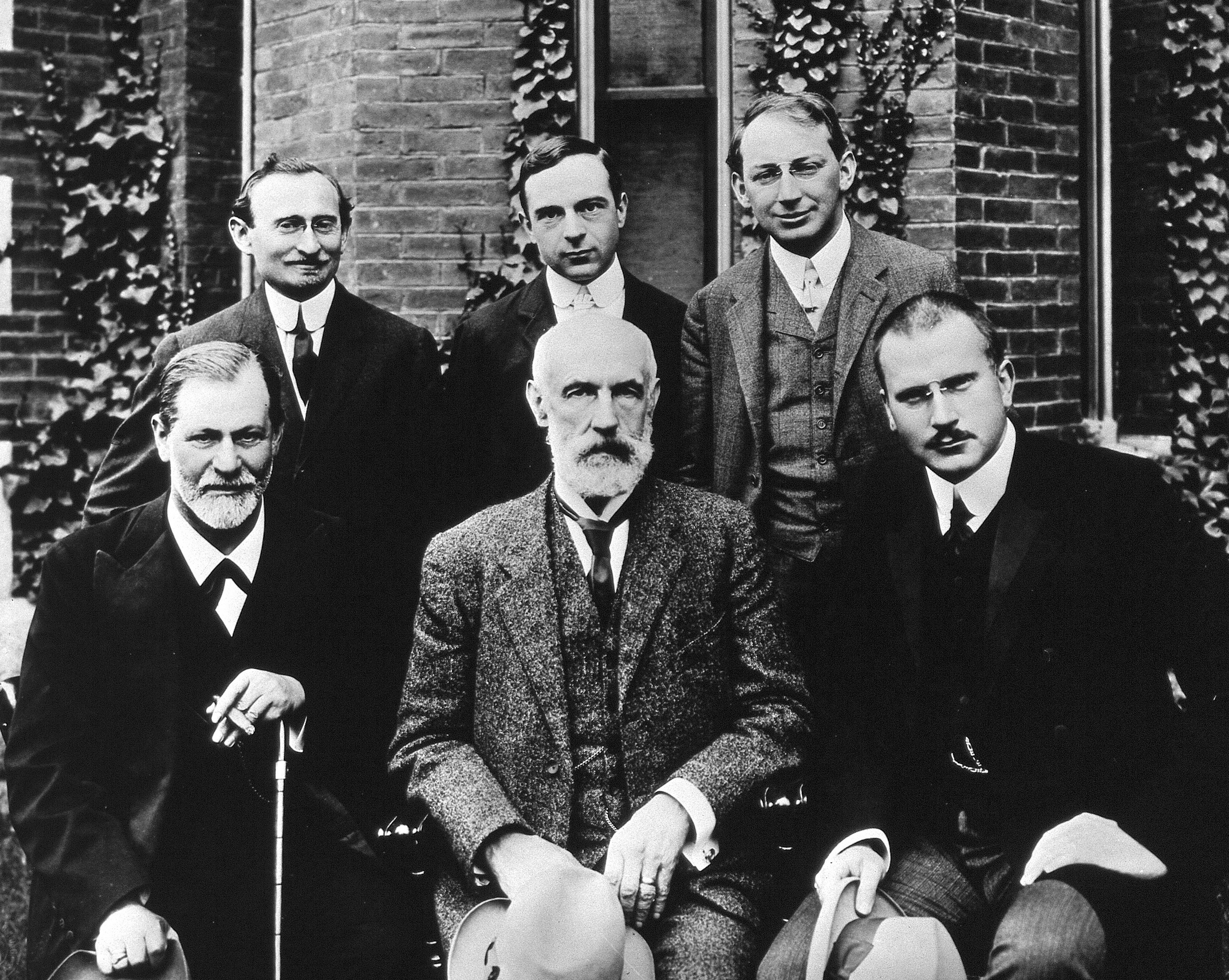
فرويد علي اليسار ويونغ علي اليمين، عام 1909

في الحضارة الغربية وبحلول القرن التاسع عشر نشأت حركة العلاج الأخلاقي، وكانت مبنية علي أُسس علاجية غير غازية أو دخيلة، (أي أنها لا تتطلب إدخال شيء في الجسم كالدواء)، ثم بدأت حركة أخرى مؤثرة من قبل فرانز مِسمر (Franz Mesmer) 1734-1815 والطالب الفرنسي أرماند ماري جاك (1751-1825)، وسُميت بالتنويم المغناطيسي أو المغناطيسية الحيوانية، وكان لها تأثير قوي في ظهور علم النفس الدينامي والطب النفسي، وكذلك نظريات حول موضوع التنويم المغناطيسي.
قدم والتر كوبر (Walter Cooper Dendy) عام 1853 مصطلح "psycho-therapeia" حول كيفية تأثير الأطباء على الحالة النفسية للمرضى، وبالتالي التأثير على أمراضهم الجسدية من خلال خلق مشاعر متعارضة لتعزيز التوازن العقلي.
أشار دانيال هاك توك (Daniel Hack Tuke) إلى مصطلح العلاج النفسي، وكتب عنه عام 1872، حيث اقترح هو الآخر علم المغناطيسية الحيوانية.
طوّر كل من هيبوليت بيرنهايم (Hippolyte Bernheim) وزملاؤه في مدرسة نانسي مفهوم العلاج النفسي، بمعنى استخدام العقل في علاج الجسد عن طريق التنويم المغناطيسي.
استخدم المصطلح باسمه لأول مرة عام 1889، عندما قام فريدريك فان إيدن (Frederik van Eeden) وألبرت ويليم (Albert Willem) بإعادة تسمية مقترحاتهم عن العلاج النفسي بعد زيارة مدينة نانسي، وخلال هذا الوقت أصبح التنويم المغناطيسي على المسرح (stage hypnosis) أمرا مشهورا، وأضيفت هذه الأنشطة للجدليات العلمية حول استخدام التنويم المغناطيسي في الطب، وفي عام 1892 وأثناء انعقاد المؤتمر الثاني لعلم النفس التجريبي، حاول فان إيدن أن يأخذ الفضل في صياغة مصطلح العلاج النفسي، وأن يفصل مصطلح العلاج النفسي عن التنويم المغناطيسي، وهكذا فإن العلاج النفسي قُصِد به ابتداءً علاجُ المرض من خلال التأثير النفسي أو التنويم، أو عن طريق الإيحاء.
زار سيغموند فرويد مدرسة نانسي لاحقا، وشملت ممارساته العصبية المبكرة استخدام التنويم المغناطيسي، وعلى الرغم من اتباع أعمال معلمه جوزيف بروير (Josef Breuer) - على وجه الخصوص في الحالة التي بدت أعراضها في الانحلال بسبب ما أطلقت عليه المريضة بيرثا بابنهايم (Bertha Pappenheim) اسم «شفاء الحوار» (Talking cure) - إلا أنه بدأ التركيز على الظروف، والتي هي عبارة عن أسبابٍ نفسيةٍ نشأت في مرحلة الطفولة والعقل اللاواعي، وبدأ فرويد في تطوير بعض التقنيات مثل التداعي الحر وتفسير الأحلام والتحويل وتحليل الهُو والأنا والأنا العليا.
تأسست سمعة سيجموند فرويد الشهيرة كمؤسس للعلاج النفسي عن طريق استخدامه لمصطلح التحليل النفسي، وكذلك ارتباطه بنظام شامل من النظريات والأساليب، إضافة إلى الدور الفعال لأتباعه في إعادة كتابة التاريخ.
بَنى العديد من المنظِّرين كألفرد أدلر وكارل يونغ وكارين هورني وآنا فرويد وأوتو رانك وإريك إريكسون وميلاني كلاين وهاينز كوهوت نظرياتهم بناء على الأفكار الأساسية لفرويد، وقد طور أكثرهم نظام علاج خاص به في وقت لاحق، وقد صُنفت كل هذه النظريات ضمن الديناميكية النفسية، ويُقصد بذلك كل ما يتضمن تأثير الوعي/اللاوعي على العلاقات الخارجية وعلى الذات.
تطورت المدرسة السلوكية في عقد 1920، وأصبح تعديل السلوك علاجا شائعا في عقدي 1950 و1960. وكان أبرز المساهمين فيها جوزيف وولب (Joseph Wolpe) في جنوب أفريقيا، وهانز آيزنك (Hans Eysenck) في بريطانيا، وجون واطسون (John B. Watson) في الولايات المتحدة.
تَعتَمِد طرق العلاج السلوكي على مبادئ الإشراط الاستثابي والإشراط الكلاسيكي ونظرية التعلم الاجتماعي في إحداث تغيير علاجي للأعراض الملحوظة، وأصبح هذا النهج هو النهج المتبع لحالات الرُّهاب وغيره من الاضطرابات الأخرى.
تطورت بعض الأساليب العلاجية من المدرسة الأوروبية للفلسفة الوجودية، وعُنيت هذه الأساليب بشكل أساسي بقدرة الفرد على الحفاظ على شعوره بالمعنى والهدف وتطويره في جميع مراحل الحياة، وحاول المساهمون الرئيسيون في هذا الأسلوب (مثل ايرفين يالوم (Irvin Yalom) رولو ماي (Rollo May) وفيكتور فرانكل (Viktor Frankl) ولودفيغ بنسوانغر (Ludwig Binswanger) وميدارد بوس (Medard Boss)) خلق علاجات حساسة لأزمات الحياة الشائعة التي تَـنبُع من الانعزال أو الكآبة الناتجة من وعي الإنسان الذاتي، ولا يمكن الوصول إليها إلا من خلال الكتابات المعقدة للفلاسفة الوجوديين (مثل سورين كيركيغارد (Søren Kierkegaard) وجان بول سارتر وغابرييل مارسيل (Gabriel Marcel)).
تُمثل العلاقة الفريدة بين المريض والمعالج مَركبة أو وسيلة لتحقيق العلاج، وقد بدأت بعض المواضيع الفكرية ذات الصلة بالعلاج النفسي في الظهور خلال عقد 1950 اعتمادا على أعمال كارل روجرز وأبراهام ماسلو والتسلسل الهرمي للاحتياجات البشرية، وقد جلب روجرز العلاج النفسي المتمركز حول الشخص إلى الانتباه العام، وكانت هناك متطلبات أساسية للعلاج بأن يستلم العميل (أو المريض) ثلاث «حالات» أساسية من مستشاره أو معالجه: التقدير الإيجابي غير المشروط، ويوصف أحيانا بـ«تثمين أو تقدير» إنسانية العميل، والتزامن أو التعاون بين المعالج والمريض، والفهم التعاطفي للمريض. وكان يُعتقد أن هذا النوع من التفاعل سيُمكّن العميل من الوصف والتعبير الكامل عن نفسه، وبالتالي يتطور وفقا لقدراته الفطرية.
طور آخرون مناهج أخرى للعلاج النفسي، كالعلاج الجشطلتي لفريتز ولورا بيرلز، والتواصل اللاعنفي (Nonviolent Communication) لمارشال روزنبرغ، والتحليل التفاعلي لإريك برن، وقد كونت هذه المناهج ما أصبح يعرف لاحقا باسم العلاج النفسي الإنساني، وزاد انتشار مجموعات وكتب المساعدة الذاتية.
أنشأ ألبرت إليس خلال عقد الخمسينيات العلاج العقلي الانفعالي، وطوّر الطبيب النفسي آرون بيك بصورة مستقلة شكلا من أشكال العلاج النفسي المعروف باسم العلاج المعرفي لاحقا، واحتوى كل من العلاج المعرفي والعلاج العقلي الانفعالي تقنيات قصيرة نسبيا ذات تركيب وتنظيم يركتز على الوقت الحاضر، وتهدف هذه التقنيات إلى تحديد وتغيير المعتقدات الشخصية والتقييمات وأنماط التفاعل، على عكس التقنيات طويلة المدى المبنية على الرؤية الموجودة، والتي تُستخدم في علاجات الدينامية النفسية أو العلاجات الإنسانية.
جُمعت منهجيات العلاج المعرفي والعلاج السلوكي تحت مظلة المصطلح العام "العلاج السلوكي المعرفي" في فترة السبعينيات، ولاحقا تطورت "موجة ثالثة" من العلاج المعرفي السلوكي تضمنت العلاج بالقبول والالتزام، والعلاج السلوكي الجدلي، كما تطورت أساليب الإرشاد النفسي، بما في ذلك العلاج المرتكز على الحل والتدريب المنهجي.
تمتنع علاجات ما بعد الحداثة مثل العلاج بالرواية، والعلاج بالتماسك، عن فرض تعريفات للصحة النفسية والمرض النفسي، وترى العلاج على أنه عملية بِناء تتم بواسطة العميل والمعالج في سياق اجتماعي.
تطور أيضا العلاج المنهجي الذي يركز على دينامية الأسرة أوالمجموعة، وكذلك علم نفس ماوراء الشخصي الذي يركز على الجانب الروحي في معاناة الإنسان، كما تطور عددٌ من التوجهات في العقود الثلاثة الماضية مثل العلاج النسوي والعلاج المختصر وعلم النفس الجسدي والعلاج التعبيري وعلم النفس الإيجابي.

## الأنواع

### نظرة عامة
هناك المئات من مناهج العلاج النفسي أو المدارس الفكرية، فبحلول عام 1980 كان هناك أكثر من 250 علاجا نفسيا، وبحلول عام 1996 أكثر من 450، وفي بداية القرن الواحد والعشرين كان هناك أكثر من ألف 1000 نوع من العلاجات النفسية - بين البعض منها اختلافات بسيطة، بينما يختلف البعض الآخر اختلاف جذريا نتيجة استخدام مفاهيم أو تقنيات مختلفة من علم النفس، وفي كثير من الأحيان لا تقتصر الممارسة العلاجية علي نوع واحد فقط من العلاجات، وإنما تستعين بعدد من وجهات النظر والمدارس النفسية المختلفة، ويُعرف ذلك باسم النهج التكاملي أو التركيبي.
يُشير الكثيرون إلى أهمية العلاقة العلاجية بين العميل والمعالج، والتي تُعرف أيضا باسم التحالف العلاجي، وتُحدد نظرية العوامل المشتركة العلاقة العلاجية وغيرها من الجوانب الأساسية التي يُعتقد أنها مسؤولة عن فعالية العلاج النفسي.
قد يتناول العلاج أشكالا محددة من الأمراض النفسية القابلة للتشخيص، أو المشاكل اليومية التي يواجهها الشخص في إدارة العلاقات الشخصية، أو في تحقيق الأهداف الشخصية، وقد يبدأ العلاج النفسي قبل أو مع أو أثناء العلاج الدوائي (مثل الأدوية النفسية).
تُصنف العلاجات النفسية بعدة طرق مختلفة، ويمكن التمييز بين العلاجات القائمة على النموذج الطبي عن تلك القائمة على النموذج الإنساني؛ ففي النموذج الطبي يُسخِّر المعالج مهاراته لمساعدة العميل للعودة إلى حالته الصحية مرة أخرى، وتُعتبر كثرة استخدام الدليل التشخيصي والإحصائي للاضطرابات النفسية في الولايات المتحدة مثالا على النموذج الطبي، وفي المقابل فإن النموذج الإنساني أو غير الطبي يسعى جاهدا لإزالة المرض من خلال قيام المعالج بخلق بيئة مواتية تفضي بالمريض إلى حالة من التعلم التجريبي، كما يساعده على بناء ثقته بنفسه، مما يؤدى إلى فهم أعمق لذاته، ويرى المعالج نفسه بأنه «مساعد» أو «ميسر»، وهناك فارق آخر بين النوعين وهو الجلسات الفردية العلاجية، والعلاج النفسي الجماعي، بما في ذلك علاج الأزواج والعلاج العائلي.
أحيانا يتم تصنيف العلاجات النفسية وفقا لمدتها، حيث تصنف العلاجات ذات العدد القليل من الجلسات على مدى أسابيع أو شهور قليلة كعلاج مختصر (أو العلاج قصير المدى)، في حين تصنف العلاجات التي تأخذ شكل جلسات معتادة لسنوات على أنها علاج طويل المدى.
يُفرق بعض المعالجين بين علاجات ذات المناهج الأكثر عمقا، وأخرى ذات المنهج الأكثر دعما، حيث يُسهل النوع الأول من رؤية العميل لجذور المشكلة التي يواجهها، وأفضل مثال على هذا النوع هو التحليل النفسي، في حين أن النوع الثاني يؤكد على تعزيز آليات المسايرة أو التأقلم، بجانب التشجيع والمشورة، وكذلك اختبار الواقعية، وتنصيب الحدود إذا ما كان ذلك ضروريا، ويكون اختيار نوع العلاج بناءً على نوع المشكلة وحالة العميل.
تَستَخدم معظم أشكال العلاجات النفسية المحادثات المنطوقة كطريقة للتواصل، إلا أن بعض العلاجات تَستخدم أشكالا مختلفة من التواصل غير الكلامي مثل الكلمات المكتوبة، والأعمال الفنية، والدراما، والقصص، ورواية القصص، والموسيقى، وعلاج الأطفال باللعب أثناء وجود أولياء أمورهم، والرسم، وغيرها. وهناك أيضا أشكال مختلفة لتقديم خدمة العلاج النفسي (بجانب التفاعل المباشر بين المريض والمعالج) مثل العلاج عن طريق الهاتف، أو عن طريق التفاعل عبر الإنترنت، وهناك بعض أنواع العلاجات بمساعدة الحاسوب، مثل العلاج بالواقع الافتراضي، والوسائط المتعددة لكل تقنية معرفية، والأجهزة المحمولة لتحسين المراقبة، أو وضع الأفكار قيد التنفيذ.

### إنسانية
تستند العلاجات النفسية الإنسانية، والتي تُعرف أيضا باسم «العلاجات التجريبية»، على علم النفس الإنساني، وقد ظهرت هذه العلاجات كرد فعل على كل من المدرسة السلوكية والتحليل النفسي، ويُطلق عليها اسم «القوة الثالثة»، وتهتم هذه العلاجات بالتنمية البشرية، واحتياجات الفرد، مع التركيز على معنى الذاتية، ورفض الحتمية، والاهتمام بالنمو الإيجابي بدلا من الاهتمام بالأمراض.
يفترض البعض قدرة الإنسان الكامنة على تحقيق أقصى قدر من إمكاناته، والنزعة لتحقيق ذاته، وتكمن مهمة هذا العلاج في خلق بيئة متناغمة تزدهر فيها هذه القدرة والنزعة، وبالتالي فإن جذور علم النفس الإنساني يمكن أن توجد في الوجودية - الاعتقاد بأن الإنسان يمكنه أن يجد المعنى من خلال إنشائه - وهذا هو هدف العلاج الوجودي، والعلاج الوجودي بدوره مرتبط فلسفيا بعلم الظواهر.
يهتم العلاج المتمركز حول العميل بإظهار المعالج لحالة من الانفتاح والتعاطف والتقدير الإيجابي غير المشروط تجاه العميل، وذلك لمساعدته على التعبير عن ذاته وتطويرها.
يأخذ العلاج الجشطالتي (والذي كان يُسمي في الأصل «العلاج بالتركيز») الشكل التجريبي/الوجودي، حيث يُسهل من عملية الدراية تجاه السياقات المختلفة في الحياة، من خلال الانتقال من الحديث عن المواقف البعيدة نسبيا إلى العمل والخبرة المباشرة الحالية، وهناك شكل من أشكال العلاج الإنساني أكثر إيجازا، وهو نهج «المعطيات البشرية»، والذي عُرض عام 1989، ويأخذ شكل التمركز على الحل، اعتمادا على تحديد الاحتياجات العاطفية - كالحاجة إلى الأمن والحكم الذاتي والاتصال والاجتماعي - ويَستخدم هذا النهجُ طرقا تربوية ونفسية مختلفة لمساعدة الناس على تلبية تلك الاحتياجات بشكل كامل ومناسب.

### التوجه نحو الاستبصار
يُركز العلاج النفسي المتوجه نحو الاستبصار على التفسير والكشف عن عمليات اللاوعي، وكثيرا ما يُشير إلى العلاج النفسي المعتمد علي الديناميكية النفسية، والذي يُعتر التحليل النفسي الشكل الأقدم له، وتُشجع هذه التطبيقات المستمدة من علم عمق النفس على التعبير اللفظي عن أفكار المريض، من خلال التداعي الحر والأوهام والأحلام، والتي من خلالها يستطيع المحلل صياغة طبيعة صراعات اللاوعي في الماضي والحاضر، والمتسببة في أعراض المريض ومشاكله الشخصية.
هناك أربع مدارس رئيسية في التحليل النفسي، وكلها أثرت على الديناميكية النفسية: الفرويدية، وعلم نفس الأنا، ونظرية العلاقة بالموضوع وعلم نفس الذات، كما تطورت أيضا أساليب العلاج الجماعي التحليلي.

### المعرفي السلوكي
تَستخدم العلاجات السلوكية تقنيات سلوكية مثل تحليل السلوك التطبيقي (المعروف أيضا باسم تعديل السلوك) لتغيير أنماط سلوكية غير قادرة على التأقلم، وذلك لتحسين الاستجابات العاطفية والإدراك والتفاعل مع الآخرين، ويُعد العلاج التحليلي الوظيفي أحد أشكال هذا النهج.
العلاجات السلوكية - بحكم طبيعتها - هي علاجات تجريبية (تعتمد على البيانات)، سياقية (تركز على البيئة والسياق)، وظيفية (تهتم بتأثير أو نتيجة السلوك)، احتمالية (تعرض السلوك كما لو كان يمكن التنبؤ به إحصائيا)، أحادية (ترفض ثنائية العقل والجسم، وتعامل الشخص كوحدة)، وعلائقية أو متصلة (تحلل التفاعلات ثنائية الاتجاه)، في حين يُركز العلاج المعرفي مباشرة على تغيير الأفكار، من أجل تحسين العواطف والسلوكيات.
يحاول العلاج السلوكي المعرفي الجمع بين كل من منهجي العلاج المعرفي والعلاج السلوكي، ويركز على بناء أو إعادة بناء الإدراك والعواطف والسلوكيات. وعموما ففي العلاج السلوكي المعرفي يقوم المعالج بمساعدة العملاء في التقييم، والإدراك، والتعامل مع الوسائل المسببة للمشاكل والاختلال في التفكير والعواطف والسلوك، وذلك من خلال مجموعة واسعة من الأساليب.
تعكس «الموجة الثالثة» تأثير الفلسفة الشرقية على علم النفس السريري، وتتضمن مبادئ مثل التأمل، والعلاج القائم على الوعي التام، والعلاج بالقبول والالتزام، والعلاج السلوكي الجدلي.
العلاج النفسي بين الأشخاص هو شكل مختصر نسبيا من العلاج النفسي، وهو مستمد من الديناميكية النفسية والعلاج المعرفي السلوكي، ويركز على الروابط بين المزاج والظروف الاجتماعية، مما يساعد على بناء المهارات الاجتماعية والدعم الاجتماعي، كما يهدف إلى تعزيز التكيف مع الأدوار والمواقف الشخصية التفاعلية.

### نظامي أو منهجي
يسعى العلاج المنهجي إلى معالجة الناس ليس فقط على المستوى الشخصي كما هو الحال في كثير من الأحيان في العلاجات الأخرى، وإنما أيضا على مستوى العلاقات والتعامل مع التفاعلات الجماعية، بجانب الأنماط والديناميات، ويشمل ذلك العلاجَ العائلي، والاستشارات الزوجية، ويُعتبر علم نفس المجتمع نوعا من أنواع العلاجات النظامية أو المنهجية.
استخدم مصطلح العلاج الجماعي لأول مرة في عام 1920 من قبل يعقوب مورينو (Jacob L. Moreno)، وتُعتبر السيكودراما أحد أهم إسهاماته، وفيها يقوم أعضاء المجموعة بدور ممثلثن وجمهور في نفس الوقت لاستكشاف المشاكل الفردية تحت إشراف قائد المجموعة.
اعتمد المحللون النفسيون الأوروبيون الذين هاجروا إلى الولايات المتحدة الأمريكية الاستخدام الأكثر تحليلا واستكشافا لمجموعات المرضى داخل وخارج المستشفى، ومن بين هؤلاء المحللين بول شيلدر، الذي عالج مرضى العصاب الشديد والذهان البسيط في مجموعات صغيرة في مستشفى بلفيو نيويورك، وقد تجلت قوة تأثير العلاج الجماعي في بريطانيا خلال الحرب العالمية الثانية، عندما أثبت العديد من المحللين النفسيين والأطباء النفسيين قيمة أسلوب العلاج الجماعي في اختيار الضباط، وقد سنحت الفرضة لهؤلاء الرواد، لا سيما ويلفريد بيون، بقيادة وحدة الجيش النفسية.
أُعطي مستشفى نورثفيلد في برمنغهام اسمه لما أُطلق عليه لاحقا اسم «تجارب نورثفيلد»، وهو ما أعطي زخما منذ الحرب العالمية لتطوير العلاج الجماعي، واستخدام مجموعات صغيرة لعلاج الاضطرابات العصبية والشخصية. ويُستخدم اليوم العلاج الجماعي في المرافق الصحية والعيادات الخاصة.

### تعبيري
يتضمن العلاج التعبيري أي شكل من أشكال العلاج التي تَستخدم التعبير الفني كوسيلة أساسية لعلاج المرضى (العملاء)، ويَستخدم المعالج التعبيري مختلف التخصصات من الفنون الإبداعية كنوع من أنواع التدخلات العلاجية، ويشمل ذلك طرق العلاج بالرقص، والعلاج بالدراما، والعلاج عن طريق الفن، والعلاج بالموسيقى، والعلاج بالكتابة، وغيرها، ويعتقد المعالجون أن أكثر الطرق فعالية لعلاج المريض هو بالتعبير عن خياله من خلال عمل إبداعي، ودمج ومعالجة القضايا التي تثار بنفس الطريقة.

### ما بعد الحداثة
علاجات ما بعد الحداثة، والمعروفة أيضا باسم ما بعد البنيوية أو البنائية، كالعلاج بالرواية الذي يقوم بجذب الانتباه تجاه «القصة المهيمنة» على حياة المريض عن طريق المحادثات العلاجية، والتي أيضا قد تنطوي على استكشاف أفكار ضارة، وكيفية انتقال هذه الأفكار إلى الصدارة، كما يمكن استكشاف التأثيرات الاجتماعية والثقافية إذا رأى المريض فائدة من ذلك.
يفترض العلاج بالتماسك مستويات متعددة للبنية العقلية التي تقوم بخلق الأعراض كوسيلة للدفاع عن النفس أو تحقيق وإدراك الذات، ولا يَقبل العلاج النسوي فرضية وجود طريقة واحدة صحيحة للنظر إلى الواقع، وبالتالي يُعتبر العلاج النسوي أحد علاجات ما بعد الحداثة.

### أنواع أخرى
يتناول علم نفس ماوراء الشخصي المريض من زاوية سياق التفاهم الروحي للوعي، ويُعتبر العلاج النفسي الإيجابي أحد أساليب العلاج النفسي الإنساني والديناميكية النفسية منذ عام 1968، ويستند هذا العلاج على إعطاء المريض صورة إيجابية عن البشر، مع نهج لتعزيز الصحة النفسية، والتوجه نحو الموارد، والتمركز حول الصراع.
يحدث العلاج بالتنويم المغناطيسي وقت وجود الشخص في حالة التنويم، وغالبا ما يُستخدم العلاج بالتنويم المغناطيسي من أجل تعديل سلوك الفرد، أو محتواه، وتوجهاته العاطفية، فضلا عن مجموعة واسعة من الحالات الأخرى من بينها: العادات غير الفعالة أو المختلة، والقلق، والمرض المتعلق بالتوتر، وإدارة الألم، والتنمية الشخصية.
يركز العلاج النفسي الجسدي على العلاقة بين العقل والجسم، ويحاول الوصول إلى مستويات أعمق من النفس من خلال زيادة الوعي بالجسم المادي والعواطف، وهناك العديد من العلاجات الموجهة للجسد، مثل تحليل الطاقة البيولوجية، والعلاج النفسي الحسي، ويجب عدم الخلط بين هذه الأساليب العلاجية وبين علاجات الجسم التي تسعى إلى تحسين الصحة البدنية في المقام الأول من خلال المجهود البدني المباشر على الجسم، وليس من خلال وسائل نفسية مباشرة.
تم تطوير بعض العلاجات في بلدان أخرى، ففي البلدان الأفريقية يوجد علاج استعادة الانسجام، والعلاجات الشاملة على أساس فلسفة أوبونتو.
يُعتير العلاج النفسي التكاملي محاولة لجمع الأفكار والاستراتيجيات من أكثر من منهج نظري، ويتضمن ذلك خلط المعتقدات الأساسية، والجمع بين التقنيات التي أثبتت نجاحها، وتشمل أشكال العلاج النفسي التكاملي العلاج المتعدد الوسائط، واختيار العلاج المنهجي، والعلاج التحليلي المعرفي، ونموذج نظام الأسرة الداخلية، وعادة ما يطور الأطباء النفسيون العلاج النفسي التكاملي الخاص بهم بمرور الوقت.
تقنية الفصل هي تقنية تدخل ذاتي للمساعدة في إضطراب السلوكيات المتكررة التي تركز على الجسم (للسيطرة على الدوافع والإنفعالات). وقد أثبتت عدة دراسات علمية فعاليتها لعلاج مشاكل مثل نتف الشعر، خدش الجلد، قضم الأظافر أو عض الشفاه.

### الطفل
يجب أن يتكيف كل من الإرشاد النفسي والعلاج النفسي لتلبية الاحتياجات التنموية والعلاجية للأطفال، وأحيانا قد يُفيد الطفل أكثر إذا تحدث والداه إلى الطبيب المعالج، إلى جانب أخذ الوالدين دروسا في التربية، واتخاذ إجراءات من شأنها أن تُنهي المواقف العصيبة التي تؤثر سلبا على الطفل، كما أن التدريب على إدارة التربية يُعد وسيلة علاجية فعالة للغاية، حيث يتعلم الآباء والأمهات المهارات اللازمة للحد من المشكلات السلوكية لدى أطفالهم.
تشمل العديد من برامج إعداد الإرشاد النفسي دورات في التنمية البشرية، وبما أن الأطفال في كثير من الأحيان ليست لديهم القدرة على التعبير عن أفكارهم ومشاعرهم، فإن المستشار أو المعالج يستخدم مجموعة متنوعة من الوسائل المساعِدة مثل الطباشير الملون، والطلاء، والصلصال، والدمى، والكتب، واللعب مع الطفل، وألعاب اللوحات، وغيرها.
تُعتبر نظرية الديناميكية النفسية أساسا للعلاج باللعب، ولكن بعض المناهج الأخرى مثل الإرشاد الموجز المرتكز على الحل يمكن أن توظف العلاج باللعب أثناء تقديم المشورة، وفي كثير من الحالات قد يفضل المستشار أو المعالج التركيز على ولي أمر الطفل، وخاصة إذا كان الطفل أصغر من سن الرابعة، وبفعل ذلك فإن المستشار يخاطر باستمرار الأنماط التفاعلية غيرَ القادرة على التأقلم بين الوالد والطفل، وكذلك الآثار السلبية على نمو الطفل، والتي سبق أن تأثر بها الطفل في علاقته الأساسية بوالديه. ولذلك، فإن التفكير المعاصر يميل إلى العمل المباشر مع هذه الفئة العمرية الصغيرة ومع الوالدين في وقت واحد أثناء التفاعل، وكذلك على حسب حدة الحالة.

## التأثير

### كيفية التقييم
هناك جدل كبير حول أفضل تقييم لفعالية العلاج النفسي عن طريق التجارب العشوائية المحكومة أو أساليب المقارنة الفردية، وأحد المحاولات التجريبية هي استخدام العلاج الجماعي بالغفل.
يعتقد كثير من الأطباء النفسيين أن الفروق الدقيقة في العلاج النفسي لا يمكن التقاطها بالمراقبة أو الاستبيانات، ويفضلون الاعتماد على الخبرات السريرية الخاصة بهم، والحجج المفاهيمية لدعم نوع العلاج الذي يمارسونه، وقد عارض المعالجون المنتمون إلى نظرية الديناميكية النفسية على وجه الخصوص النهج القائم على الأدلة، كونه لا يتناسب مع أساليبهم وافتراضاتهم.

### النتائج
خلصت المراجعات الدولية للدراسات العلمية إلى أن العلاج النفسي فعال في حالات عديدة، كما وجدت بعض الأبحاث أن استخدام أشكال مختلفة من العلاج النفسي تُظهر نفس الفاعلية، فيما سعت تحليلات أخرى لتحديد العوامل المشتركة في العلاج النفسي، والتي يُعتقد أنها مسؤولة عن هذا التأثير، وتعرف باسم نظرية العوامل المشتركة؛ مثل نوعية العلاقة العلاجية، وتفسير المشكلة، ومواجهة المشاعر المؤلمة، ومع ذلك فقد تم اختبار علاجات محددة لاستخدامها في اضطرابات معينة، وقدمت الهيئات التنظيمية في كل من المملكة المتحدة والولايات المتحدة توصيات باستخدام أسلوب علاجي معين لحالات مختلفة.
تُعتبر دراسة هلنسكي عن العلاج النفسي واحدة من أكبر التجارب السريرية طويلة المدى عن العلاج النفسي، كما اتضح أن مرضى القلق والاكتئاب الخاضعين لنوعين من العلاج القصير المدى (المرتكز على الحل والديناميكية النفسية المختصرة) تحسنوا بشكل أسرع، ولكن بعد خمس سنوات من العلاج النفسي طويل المدى، والتحليل النفسي أظهر فوائد أكبر. وتتنبأ عدة عوامل متعلقة بكل من المعالج والمريض بمدى صلاحية طرق العلاجات النفسية المختلفة.

### آليات التغيير
أحيانا تصاحب المناهج العلاجية المختلفة نظريات معينة حول ما يحتاج إلى تغيير في الشخص من أجل نتائج علاجية ناجحة، وبشكل عام فقد لعبت عمليات اليقظة العاطفية والذاكرة دورا هاما، وجمعت إحدى النظريات بين هذين الجانبين، حيث اقترحت أن التغيير الدائم يحدث عند تشغيل الآلية العصبية لاستقرار الذاكرة، فتصبح قادرة على دمج التجارب العاطفية الجديدة.

### التمسك أو المداومة
يُعتبر التمسك بالدورة العلاجية - استمرار حضور الجلسات وإتمام المهام - قضية مهمة جدا، وتتراوح حالات التوقف المبكر عن العلاج من 30% إلى 60٪، وهذا يتوقف جزئيا على كيفية تعريف التوقف، فيما تقل هذه القيمة في المجموعات البحثية لأسباب مختلفة، مثل طريقة اختيار المرضى، وكيفية إدخالهم في المجموعة، كما يرتبط التوقف المبكر بالخصائص الديموغرافية والسريرية المختلفة للمرضى والمعالجين والتفاعلات العلاجية.
وقد تسبب التوقف المبكر عن العلاج في بعض الانتقادات حول مدى ملاءمة وفعالية العلاج النفسي.
معظم علماء النفس يستخدمون مهام معينة بين جلسات العلاج بشكل عام، وفي العلاج السلوكي المعرفي بشكل أخص، ويعتبرون هذه المهام «المادة الفعالة»، وليس هناك سبب واضح حول عدم إكمال العملاء لهذه المهام في كثير من الأحيان، ولكن يُعتقد أنها ظاهرة منتشرة.

### الآثار السلبية
تُعتبر الأبحاث العلمية عن الآثار الضارة للعلاج النفسي محدودة لأسباب مختلفة، ومن المتوقع أن تحدث هذه الآثار السيئة في 5% إلى 20% من المرضى، مثل مشاكل تدهور الأعراض أو ظهور أعراض جديدة، وتوترات في العلاقات الشخصية، والاعتماد الزائد على المعالج... وقد تَحمل بعض التقنيات أو طبيعة المعالج مزيدا من المخاطر أكثر من غيرها، كما أن بعض صفات المريض قد تجعله أكثر عرضة للخطر، وينبغي التمييز بين الآثار الجانبية الناتجة عن العلاج الذي تمت ممارسته بشكل صحيح وبين الأضرار الناجمة عن الممارسات الخاطئة.

### انتقادات عامة
يشكك البعض في قدرة العلاج النفسي على شفاء المرضى، وقد أشار البعض إلى الحالات التي تكون فيها قيم وأساليب المعالج ضارة أو مفيدة للمريض (أو بشكل غير مباشر ضارة تجاه أشخاص آخرين في حياة المريض).
كما أشار بعض النقاد إلى أن البشر قد تعاملوا مع الأزمات، وقادوا المشاكل الاجتماعية الخطيرة، وأوجدوا حلولا لمشاكل الحياة المختلفة قبل فترة طويلة جدا من ظهور العلاج النفسي.
من ناحية أخرى، يرى البعض أن العلاج النفسي غير مستخدم بصورة كافية، كما أنه ليس حوله أبحاث علمية كافية، على الرغم من كونه مجالا واعدا ومشرقا بصورة أكثر من مجال التطوير في الأدوية الراكدة.
في عام 2015، خصص المعهد الوطني الأمريكي للصحة العقلية 5.4% فقط من ميزانيته للتجارب السريرية الجديدة في العلاج النفسي (في الوقت الذي تُمول فيه التجارب على الأدوية من قبل شركات الأدوية)، رغم وجود أدلة وفيرة أنهم يمكنهم العمل وأن المرضى يفضلونهم.
يقترح البعض أن العلاقات العلاجية الناجحة مبنية على أساس التقبل الحقيقي للمريض باعتباره إنسانا دون طوارئ، كما ظهرت المزيد من الانتقادات من مصادر نسوية، وبنائية، وخطابية.

## وصلات خارجية
- علاج نفسي على موقع الموسوعة البريطانية (الإنجليزية)